# Àrees importants per a la conservació de les aus

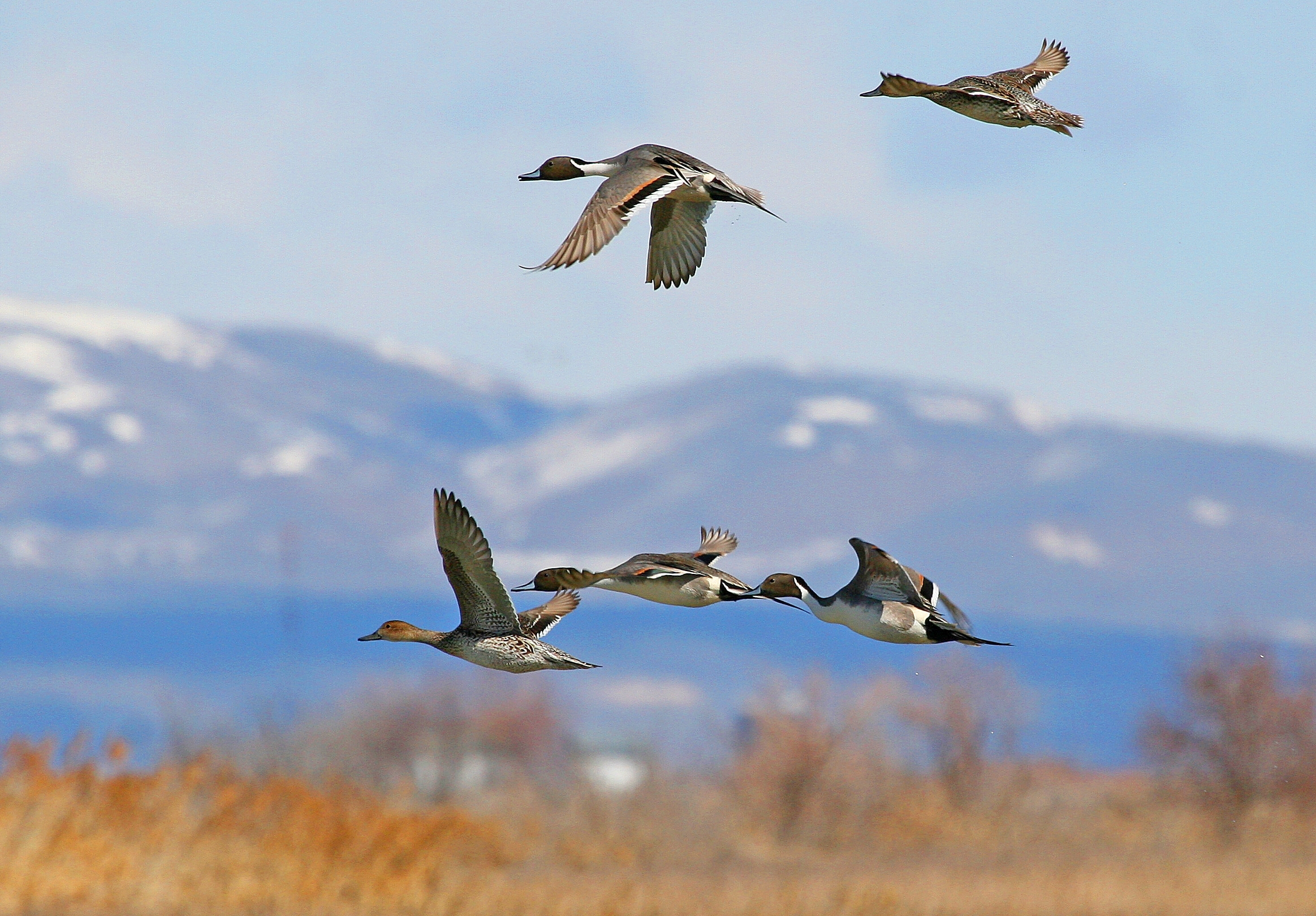
Ànec cuallarg al refugi migratori d'ocells de Bear, a Utah, Estats Units. AICA categoriyzada com s A4.

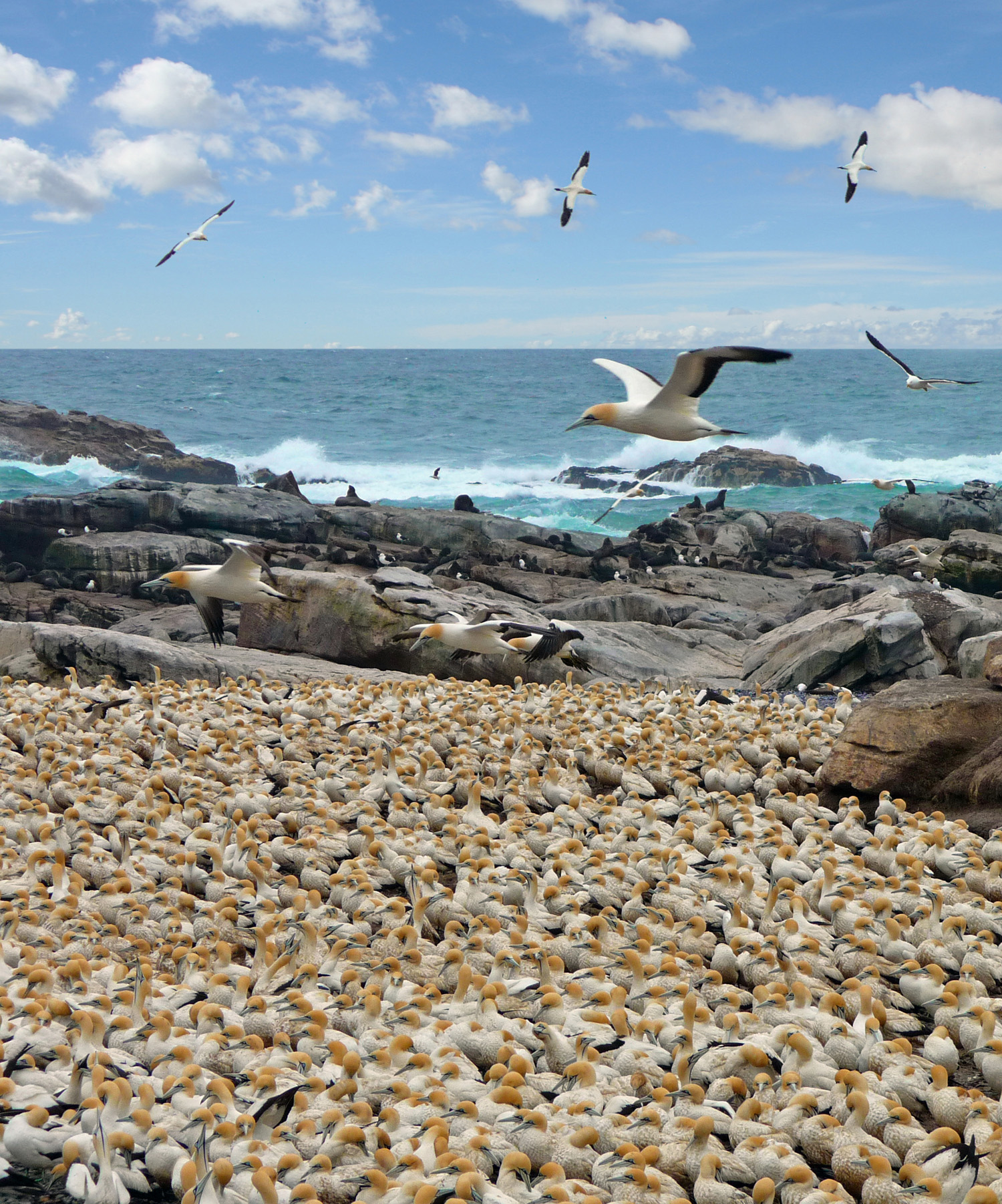
Colònia de mascarell del Cap a Bird Island, Sud-àfrica. AICA categoritzada com a A1 y A4.

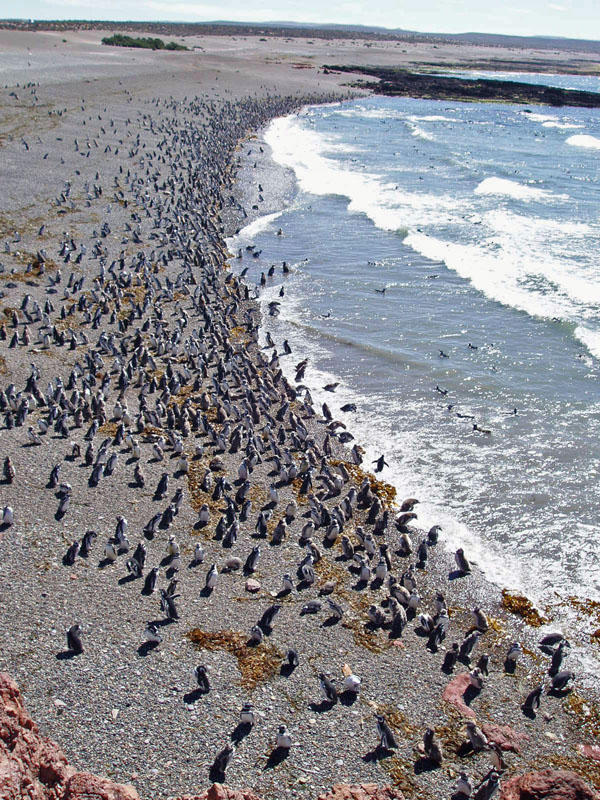
Pingüí de Magallanes a Punta Tombo, Chubut, Argentina. AICA categoritzada com a A1 i A4.

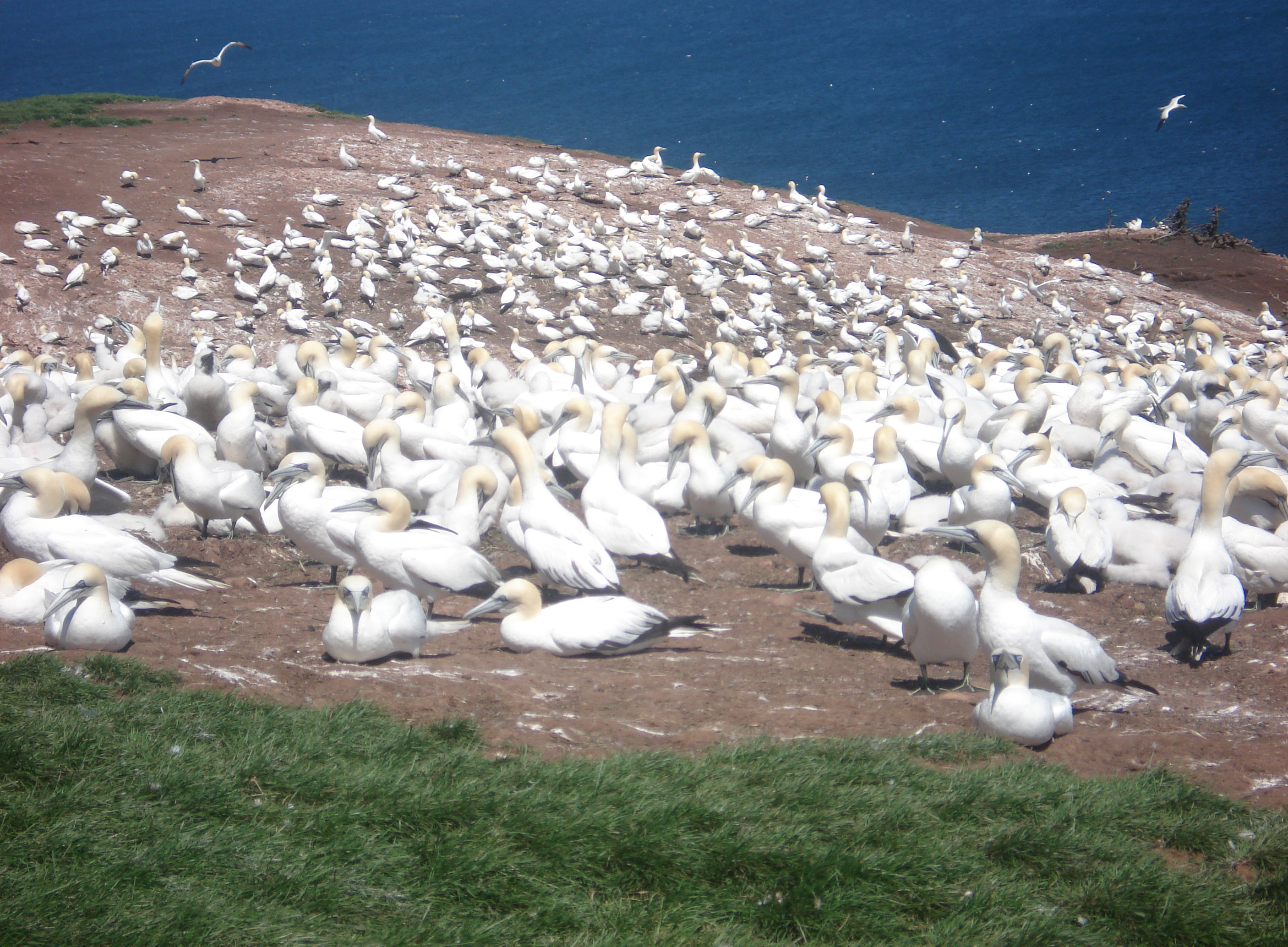
Mascarell comú -o atlàntic- a l'illa Bonaventure a Gaspésie, Canadà. AICA categoritzada com a A4.

Àrees importants per a la conservació de les aus (AICA) -Important Bird Area (IBA) en anglès, és un programa de BirdLife International per la identificació, documentació i conservació de llocs crítics per a les aus del món.

## Objectiu
La iniciativa va sorgir de BirdLife International en 1985 com una eina més per a les accions de conservació ambiental i amb l'objectiu que totes les àrees importants per a la conservació de les aus puguin explicar, en algun moment, amb alguna forma de protecció.
La llista d'AICAs és una eina útil per a estudis científics, per a projectes de conservació i per a l'avaluació de impactes ambientals sobre la biodiversitat. La informació s'incorpora a una base de dades en la qual es classifica per continents, ecoregions, països, províncies i districtes.

## Història
En la dècada de 1980 BirdLife International i Wetlands International van emprendre diversos estudis a Europa on van identificar àrees importants que requerien protecció.
En 1989 es va publicar el primer inventari d'AICAs realitzat amb la col·laboració de quatre-cents experts que van reunir informació de 2444 àrees en 41 països. Un 25% de les àrees identificades estaven ja protegides. En 1995 es va arribar al 50% de protecció.
Es va difondre la metodologia per identificar els llocs en tots els països membres de la xarxa de BirdLife Internacional i en 2005 ja s'havien identificat 6733 AICAs a 168 països. Pel 2013 s'han identificat al món més de 10.000 àrees.
La figura d'AICA ha tingut reconeixement mundial; va ser incorporada en la legislació de la Unió Europea, en reserves privades i en projectes de conservació.

## Criteris per definir AICAs
S'identifica un AICA quan en el lloc hi ha presència d'aus indicadores, definides segons les següents categories: (criteri global)
- Categoria A1: Lloc amb espècies d'aus amenaçades.
- Categoria A2: Lloc amb espècies d'aus endèmiques - (Zones d'aus endèmiques. Endemic Bird Areas - EBA, en anglès).
- Categoria A3: Llocs amb aus característiques de biomes.
- Categoria A4: Llocs que contenen poblacions d'aus congregatòries (colònies d'implantació, espècies que es congreguen en època d'hivernada, concentracions de aus migratòries mentre estan de pas).[1][3]

Hi ha criteris específics (B) pel Pròxim Orient i per a Europa; i per als països de la Unió Europea s'agreguen altres criteris (C).

## Fases del programa
- Identificació i consulta: Identificació de l'àrea i ingrés de la informació en la World Bird Database (Base de dades de les aus del món).
- Designació del lloc: Publicació i difusió del lloc identificat perquè els qui prenen decisions en temes ambientals siguin informats. La designació oficial del lloc l'assignen les organitzacions locals.
- Protecció i conservació: Incentivant la creació de grups de suport per al lloc (organitzacions, naturalistes o qualsevol grup de persones), que hauran de ser recolzats per organitzacions locals i nacionals per desenvolupar el pla de maneig.
- Actualització i monitoreig: Actualització permanent de les bases de dades i la seva publicació, amb l'aportació d'informació dels grups de suport, els qui estaran a càrrec de les labors de monitoreig periòdic.